# Nguyễn Phương Khánh
Nguyễn Phương Khánh (Ben Tre, 5 aprile 1995) è una modella vietnamita, incoronata Miss Terra 2018.
È la prima vietnamita ad essere stata eletta Miss Terra, nonché la prima a trionfare in uno dei principali concorsi di bellezza mondiali.

## Biografia
Nativa di Ben Tre, studia marketing presso l'Università Curtin di Singapore. 
Il 3 novembre 2018 è dichiarata vincitrice di Miss Terra 2018, incoronata dalla reginetta uscente Karen Ibasco. Con tale successo diviene la prima vietnamita ad essere eletta Miss Terra, nonché la prima a vincere in uno dei quattro principali concorsi di bellezza mondiali (Universo, Mondo, International e Terra).